# Coupe intercontinentale de beach soccer 2011
Navigation
2012
La Coupe intercontinentale 2011 est la première édition de cette compétition qui se déroule à Dubaï du 22 au 26 novembre 2011.
La finale est un remake de celle jouée un peu plus tôt lors de la Coupe du monde 2011 mais le Brésil ne parvient pas à prendre sa revanche sur la Russie,.

## Nations participantes
Les équipes sont déterminées par rapport à leur place lors des qualifications à la Coupe du monde 2011.
| Confédération | Nation              | Position lors des qualifications |
| ------------- | ------------------- | -------------------------------- |
| AFC           | Émirats arabes unis | Hôte                             |
| AFC           | Oman                | Finaliste de la zone Asie        |
| CAF           | Nigeria             | Finaliste d'Afrique              |
| CONCACAF      | Mexique             | Champion d'Amérique du Nord      |
| CONMEBOL      | Brésil              | Champion d’Amérique du Sud       |
| OFC           | Tahiti              | Champion d’Océanie               |
| UEFA          | Russie              | Champion d'Europe                |
| UEFA          | Suisse              | Finaliste de la zone Europe      |

## Tournoi

### Phase de groupe

#### Groupe A
| Équipe              | J | G | G+ | P | Bp | Bc | +/- | Pts |
| ------------------- | - | - | -- | - | -- | -- | --- | --- |
| Russie              | 3 | 3 | 0  | 0 | 22 | 5  | +17 | 9   |
| Émirats arabes unis | 3 | 2 | 0  | 1 | 9  | 11 | −2  | 6   |
| Nigeria             | 3 | 1 | 0  | 2 | 9  | 12 | −3  | 3   |
| Tahiti              | 3 | 0 | 0  | 3 | 7  | 19 | −12 | 0   |

| 22 novembre 2011 | Russie                                                               | 8 – 1 | Nigeria | Jumeirah Beach, Dubaï |  |
| 17:45            | Eremeev (2), Gorchinsky, Shaykov, Makarov, Peremitin, Shishin, Krash |       | Tale    |                       |  |

| 22 novembre 2011 | Émirats arabes unis                 | 6 – 2 | Tahiti            | Jumeirah Beach, Dubaï |  |
| 20:15            | R.Ahmad (2), Rami (2), Yousif, Adel |       | Naea Bennet, Vero |                       |  |

| 23 novembre 2011 | Russie                                                | 7 – 4 | Tahiti                           | Jumeirah Beach, Dubaï |  |
| 17:45            | Shaykov (2), Shishin (2), Gorchinskiy, Eremeev, Krash |       | Tehau, Benne, Amau, Li Fung Kwee |                       |  |

| 23 novembre 2011 | Nigeria     | 2 – 3 | Émirats arabes unis | Jumeirah Beach, Dubaï |  |
| 20:15            | Emeka, Tale |       | Yousif (2), Humaid  |                       |  |

| 24 novembre 2011 | Tahiti | 1 – 6 | Nigeria                      | Jumeirah Beach, Dubaï |  |
| 17:45            | Bennet |       | Olawale (4), Tale (2), Emeka |                       |  |

| 24 novembre 2011 | Émirats arabes unis | 0 – 7 | Russie                                              | Jumeirah Beach, Dubaï |  |
| 20:15            |                     |       | Shaykov (2),Krash (2), Leonov, Eremeev, Gorchinskiy |                       |  |

#### Groupe B
| Équipe  | J | G | G+ | P | Bp | Bc | +/- | Pts |
| ------- | - | - | -- | - | -- | -- | --- | --- |
| Brésil  | 3 | 2 | 1  | 0 | 14 | 8  | +6  | 8   |
| Suisse  | 3 | 2 | 0  | 1 | 16 | 9  | +7  | 6   |
| Mexique | 3 | 1 | 0  | 2 | 8  | 11 | −3  | 3   |
| Oman    | 3 | 0 | 0  | 3 | 6  | 16 | −10 | 0   |

| 22 novembre 2011 | Mexique                 | 3 − 4 | Suisse                     | Jumeirah Beach, Dubaï |  |
| 16:30            | Cervantes (2), H. Lopez |       | Meier (2), Lutz, Stankovic |                       |  |

| 22 novembre 2011 | Brésil                                   | 5 − 2 | Oman     | Jumeirah Beach, Dubaï |  |
| 19:00            | Bruno Xavier (2), Sidney, Betinho, Andre |       | Hani (2) |                       |  |

| 23 novembre 2011 | Oman       | 2 − 8 | Suisse                                                  | Jumeirah Beach, Dubaï |  |
| 16:30            | Khalid (2) |       | Stankovic (3), Spacca, Meier, Schirinzi, Borer, Ziegler |                       |  |

| 23 novembre 2011 | Brésil                                      | 5 − 2 | Mexique              | Jumeirah Beach, Dubaï |  |
| 19:00            | Andre (2), Dino, Bruno Xavier, Fernando DDI |       | Cervantes, Villalobo |                       |  |

| 24 novembre 2011 | Oman       | 2 − 3 | Mexique                    | Jumeirah Beach, Dubaï |  |
| 16:30            | Is’haq (2) |       | Cervantes, Cati C., Flores |                       |  |

| 24 novembre 2011 | Suisse                       | 4 − 4 a. p.       | Brésil                 | Jumeirah Beach, Dubaï |  |
| 19:00            | Stankovic (2), Borer, Samuel |                   | Andre (3), Bruno Xavie |                       |  |
| 19:00            | Stankovic · Meier            | Tirs au but 1 – 2 | Bruno Xavier · Andre   |                       |  |

### Phase finale

#### Demi-finales
| 25 novembre 2011 | Russie                       | 4 – 4 a. p.       | Suisse            | Jumeirah Beach, Dubaï |  |
| 20:15            | Shishin (2), Leonov, Makarov |                   | Stankovic (4)     |                       |  |
| 20:15            | Leonov · Shishin             | Tirs au but 2 – 1 | Stankovic · Borer |                       |  |

| 25 novembre 2011 | Brésil           | 2 – 0 | Émirats arabes unis | Jumeirah Beach, Dubaï |  |
| 19:00            | Sidney, Anderson |       |                     |                       |  |

#### 3eplace
| 26 novembre 2011 | Suisse                        | 4 - 4 a. p. | Émirats arabes unis | Jumeirah Beach, Dubaï |  |
| 19:00            | Stankovic (2), Ziegler, Borer |             | Karim (3), Rami     |                       |  |
| 19:00            | Tirs au but 1 - 0             |             |                     |                       |  |

#### Finale
| 26 novembre 2011 | Russie                       | 5 - 4 a. p. | Brésil                               | Jumeirah Beach, Dubaï |  |
| 20:15            | Shishin (3), Shaykov, Leonov |             | Fernando DDI (2), Anderson, Jorginho |                       |  |

## Récompenses individuelles
Trophée individuel décernés à la fin de la compétition :
- Meilleur joueur :  Dejan Stankovic ;
- Meilleur buteur :  Dejan Stankovic ;
- Meilleur gardien :  Mão.